# José María de Oriol y Urquijo
José María de Oriol y Urquijo, marquès de Casa Oriol (Santurtzi, 12 d'agost de 1905 – Madrid, 4 de novembre de 1985) fou un empresari i polític basc, procurador en Corts i alcalde franquista de Bilbao.

## Biografia
Era descendent d'una família vinculada al carlisme. Era fill de José Luis de Oriol y Urigüen, important arquitecte i financer del sector elèctric i ferroviari i diputat conservador del sector d'Antoni Maura. Es va casar amb Maria de Gracia Ybarra Lasso de la Vega, i van tenir set fills: María de Oriol Ybarra (casada amb el duc de San Miguel), Jose Luis (futur president de Talgo, casat amb Maria Jesús Fabra (marquesa del Masnou), María de Gracia, Miguel, Iñigo (futur president d'Hidroelèctrica Espanyola), Carlos i Begoña.
Estudià amb els jesuïtes de Chamartín i es llicencià en enginyeria industrial a Madrid en 1929. Recentment acabada la carrera va ser nomenat conseller d'Hidroelèctrica Espanyola (actualment Iberdrola), la companyia que va fundar l'enginyer Urrutia.
En proclamar-se la Segona República Espanyola es va vincular al carlisme i fou membre de la Junta Basco-Navarresa de Comunió Tradicionalista en 1932, però donà suport a la revista Acción Española i mantingué contactes amb José Antonio Primo de Rivera.
En fracassar el cop d'estat del 18 de juliol de 1936 aconseguí escapar a la zona franquista i el novembre de 1936 assolí el grau d'alferes provisional. S'enrolà en el Requeté alabès i formà part de la Junta Carlina de Guerra, dirigint Radio Requeté. Alhora dirigí El Pensamiento Alavés, des d'on el 1937 defensà la unificació de falangistes i carlins en una sola força, FET de las JONS, raó per la qual alguns carlins el consideraren un traïdor a la causa. Des de finals de 1937 fou membre del Consell Nacional de FET de las JONS i cap de la falange a Biscaia de 1937 a 1941, on va fer informes sobre un total de 80.000 persones. El 1939 fou nomenat vocal de la junta política del Consejo Nacional del Movimiento, raó per la qual fou denostat per Manuel Fal Conde.
L'11 d'abril de 1939 fou nomenat alcalde de Bilbao. Durant el seu curt mandat es caracteritzà per la imposició de la visió política del nou règim en tots els àmbits del municipi, donant a les festes un aire localista i “patriòtic”. Però els falangistes l'acusaren de tenir “poc esperit falangista” i va dimitir a finals de gener de 1941. Va intentar apropar postures entre monàrquics i carlins. Així el 1943 propicià un apropament entre carlins (comte de Rodezno) i Joan d'Espanya, i el 1945 va fer de mitjancer entre Joan d'Espanya i Franco.
Des del punt de vista empresarial, fou president d'Iberdrola des de 1941 fins a 1985 (que se li va cedir al seu fill Iñigo). Va contribuir a la fundació d'NESA (Unitat Elèctrica S.A.) en 1944, agrupant les empreses productores i distribuïdores d'energia elèctrica d'Espanya. Va ser President d'aquesta Societat en dues ocasions, completant els 8 anys de mandat. També va ser president de Centrals Nuclears, Conseller de Banesto, d'Unió Elèctrica Fenosa, de Bandesco i de moltes altres.
Fou procurador a Corts Espanyoles de 1955 a 1977, des d'on defensà els seus interessos corporatius i personals. Es va oposar totalment a la transició democràtica. Fou un dels 59 procuradors que el 18 de novembre de 1976 a les Corts Espanyoles votaren en contra de la Llei per a la Reforma Política que derogava els Principios Fundamentales del Movimiento.
Va ser segrestat pels GRAPO el dia 11-12-1976 i alliberat per la policia el 11-2-1977.